# Gare de Route-de-Launaguet
Gare de Route-de-Launaguet – przystanek kolejowy w Tuluzie, w departamencie Górna Garonna, w regionie Oksytania, we Francji.
Jest przystankiem kolejowym Société nationale des chemins de fer français (SNCF), obsługiwanym przez pociągi TER Midi-Pyrénées.